# Білоріченський
Білорі́ченський (розм. Білоріченка, колишні назви: село Біленьке, селище шахти «Білоріченська» (1951)) — селище в Україні, у Лутугинській міській громаді Луганського району Луганської області. З 2014 року є окупованим.

## Географія
Білоріченський розташований в басейні річки Біла, притоки Сіверського Дінця за 17 км від центру громади (Лутугине), за 4 км від залізничної станції Збірна (на залізничній гілці Родакове — Лутугине). Сусідні населені пункти: селища Збірне на півночі, Біле на північному заході, Кам'яний Пласт, Комишуваха і Шимшинівка на заході, Новопавлівка та Ясне на південному заході, Врубівський, Успенка, Марія на південному сході, Титаренкове на сході.

## Історія
Село Біленьке виникло в другій половині XVIII століття. Сучасна назва селища міського типу походить від шахти «Білоріченська», побудованої поблизу слободи Біленької на початку XX століття. Сам Білоріченський заснований 1950 року в зв'язку з будівництвом шахт.
Назва шахти походить від словосполучення «біла річка».
В межах селища — 3 кам'яновугільні шахти, тваринницький радгосп, середня й початкова школи, школа-інтернат, школа робітничої молоді, клуб.
12 червня 2020 року, відповідно до Розпорядження Кабінету Міністрів України № 717-р «Про визначення адміністративних центрів та затвердження територій територіальних громад Луганської області», увійшло до складу Лутугинської міської територіальної громади.
19 липня 2020 року, в результаті адміністративно-територіальної реформи та ліквідації  Лутугинського району, увійшло до складу новоутвореного Луганського району.

## Постаті
- Клаус Олег Робертович (1972—2015) — старшина Збройних сил України, учасник російсько-української війни[4].
- Краснян Валерій Іванович (1971—2022) — український доброволець, «кіборг», один із символів боротьби за Донецький аеропорт, військовослужбовець 107 ОБрТрО Збройних сил України, учасник російсько-української війни[5].